# Stade José Maria de Campos Maia
Le stade José Maria de Campos Maia, officiellement nommé Estádio Municipal José Maria de Campos Maia est un stade brésilien, situé dans la ville de Mirassol, dans de l'État de São Paulo.
Le club Mirassol Futebol Clube en est l'équipe résidente.

## Histoire
Le stade est inauguré le 9 novembre 1925 en hommage à José Maria de Campos Maia, ancien maire de la ville qui a fait don du terrain pour la construction du stade.
Le record de spectateurs est enregistré le 10 février 2018 lorsque Mirassol reçoit Palmeiras dans un match du Campeonato Paulista, le championnat de l'État de São Paulo, avec 11 967 spectateurs.